# فايزال رافين
فايزال رافين (بالإنجليزية: Faizal Raffi)‏ هو لاعب كرة قدم سنغافوري، ولد في 20 يناير 1996 في سنغافورة.

## وصلات خارجية
- فايزال رافين على موقع قاعدة بيانات كرة القدم.إي يو (الإنجليزية)
- فايزال رافين على موقع Soccerway.com (الإنجليزية)